# Vur altied: Ballades & beer
Vur altied: Ballades & beer is een album van Rowwen Hèze. Het werd op 19 februari 2016 uitgebracht door de eigen productiemaatschappij RHAM. Het album is een uitgave ter gelegenheid van het 30-jarig jubileum van Rowwen Hèze. Op iedere dertigste van de maand werd een nieuwe single uitgebracht die gratis te downloaden was via de website van de band. De hieruit voortgekomen twaalf nummers werden samen met drie extra nummers, waaronder het titelnummer, op cd uitgebracht.
Het album stond vier weken in de Album Top 100, met de negende plaats als hoogste positie. In de Vlaamse Ultratop 200 stond het één week genoteerd op nummer 126.

## Nummers
| 1.                 | Ballades en beer (Polka)                            | Jack Poels                         | 3:15 |
| 2.                 | Luuster nar mien hart (Searching for a Heart)       | Warren Zevon, Jack Poels           | 4:12 |
| 3.                 | Malle Babbe                                         | Boudewijn de Groot, Lennaert Nijgh | 3:34 |
| 4.                 | Van drinken krijg je dorst                          | AronChupa, Jack Poels              | 3:53 |
| 5.                 | Zelfportret                                         | Tren van Enckevort, Jack Poels     | 4:10 |
| 6.                 | Gries                                               | Jack Poels                         | 3:59 |
| 7.                 | Als d'n daag is gedoan (The Dark End of the Street) | Chips Moman, Den Penn, Jack Poels  | 3:32 |
| 8.                 | Gebrouwe in Limburg                                 | Tren van Enckevort, Jack Poels     | 7:24 |
| 9.                 | Kameel van de Peel                                  | Tren van Enckevort, Jack Poels     | 3:32 |
| 10.                | Draak van 'n liedje                                 | Tren van Enckevort, Jack Poels     | 4:23 |
| 11.                | Stilte vannacht                                     | Tren van Enckevort, Jack Poels     | 3:57 |
| 12.                | Net als altied                                      | Jack Poels                         | 3:30 |
| 13.                | Sad song                                            | Jack Poels                         | 3:27 |
| 14.                | Vur altied                                          | Jack Poels                         | 3:32 |
| 15.                | Ballades en beer (Ballade)                          | Jack Poels                         | 3:35 |
| Totale duur: 59:55 |                                                     |                                    |      |